# 線性系統
線性系統是一數學模型，是指用線性運算子組成的系統。相較於非線性系統，線性系統的特性比較簡單。例如以下的系統即為一線性系統：
{\displaystyle {\frac {d^{2}{y}}{dx^{2}}}+y=3x}
由於線性系統較容易處理，許多時候會將系統理想化或簡化為線性系統。線性系統常應用在自動控制理論、信號處理及電信上。像無線通訊訊號在介質中的傳播就可以用線性系統來模擬。
線性系統需滿足線性的特性，若線性系統還滿足非時變性（即系統的輸入信號若延遲τ秒，那麼得到的輸出除了這τ秒延時以外是完全相同的），則稱為線性時不變系統。

## 線性系統的特性
若將一決定性系統視為黑箱系統，可以用一個將輸入{\displaystyle x(t)}映射到輸出{\displaystyle y(t)}的運算子{\displaystyle H}來表示。一線性系統的運算子滿足疊加原理及齊次性（homogeneity）。假設有以下二個輸入
{\displaystyle x_{1}(t)\,}
{\displaystyle x_{2}(t)\,}
及其對應的輸出
{\displaystyle y_{1}(t)=H\left\{x_{1}(t)\right\}}
{\displaystyle y_{2}(t)=H\left\{x_{2}(t)\right\}}
則線性系統會滿足以下的特性
{\displaystyle \alpha y_{1}(t)+\beta y_{2}(t)=H\left\{\alpha x_{1}(t)+\beta x_{2}(t)\right\}}
其中{\displaystyle \alpha \,}及{\displaystyle \beta \,}為任意純量。
因此，若線性系統有一個複雜的輸入，可將輸入分解為許多較簡單輸入的和，針對簡單輸入個別計算輸出，其輸出相加，就是系統對應複雜輸入的輸出。這是非線性系統沒有的特性，上述的數學特性也使得線性系統的解比非線性系統的解要來的簡單許多。
對於線性時不變系統，疊加原理也是脉冲响应或頻率響應等分析方式的基礎。若是連續、線性時不變系統的微分方程，可以利用拉普拉斯轉換來求解；而離散系統中，可以利用Z轉換來求解。
線性模式常在非線性系統的線性化時使用，以便於後續的數學運算或處理。

## 時變脉冲響應
一線性系統的時變脉冲響應 h(t2,t1)定義為系統對於在t = t1 時間的單一脉冲，在t = t2 時間的響應。若系統的輸入為
{\displaystyle x(t)=\delta (t-t_{1})\,}
其中 δ(t) 表示狄拉克δ函數，而其對應的系統輸出為
{\displaystyle y(t)|_{t=t_{2}}=h(t_{2},t_{1})\,}
則函數h(t2,t1)則為系統的時變脉冲響應。

## 時變卷積

### 連續時間系統
任何連續時間系統的輸出都可以表示為輸入信號和時變脈衝響應的時變卷積（convolution integral）：
{\displaystyle y(t)=\int _{-\infty }^{\infty }h(t,s)x(s)ds}
也可以用以下的式子表示：
{\displaystyle y(t)=\int _{-\infty }^{\infty }h(t,t-\tau )x(t-\tau )d\tau }
其中
{\displaystyle \tau =t-s\,}
表示輸入的時間s和響應的時間t之間的時間差。

### 離散時間系統
任何離散時間系統的輸出都可以表示為輸入信號和時變脈衝響應的時變卷和（convolution sum）：
{\displaystyle y[n]=\sum _{k=-\infty }^{\infty }{h[n,k]x[k]}}
也可以用以下的式子表示：
{\displaystyle y[n]=\sum _{m=-\infty }^{\infty }{h[n,n-m]x[n-m]}}
其中
{\displaystyle m=n-k\,}
表示輸入的時間k和響應的時間n之間的時間差。

## 因果性
一個線性系統滿足因果性是指滿足以下特性的系統：只要時間t在輸入時間s之前，其脈脈衝響應{\displaystyle h(t,s)}均為零，也就是以下的式子一定會成立：
若{\displaystyle t<s}, 则{\displaystyle h(t,s)=0}
表示在時間s時的脈衝其響應只會在時間s之後出現，在時間s之前脈衝響應為零。
一個滿足因果性的系統稱為因果系統。在因果系統中，時間s時的輸入信號只會影響時間s之後的輸出信號，不會影響時間s之前的輸出信號。

## 參照
- 代數幾何中的Linear system of divisors（英语：Linear system of divisors）
- 线性时不变系统理论
- 系統分析
- 線性方程組
- 非線性系統